# Площадь Балтийского вокзала
Площадь Балти́йского вокза́ла — площадь в Адмиралтейском районе Санкт-Петербурга между Балтийским вокзалом и Обводным каналом.

## История
Название известно с 1939 года, по аналогии с площадью Курского вокзала в Москве. Единственное сохранившееся в городе название-описание, точно указывающее на местонахождение площади. Сама площадь существует с 1857 года, то есть является ровесницей вокзала.

## Достопримечательности

### Ново-Петергофский мост
Ново-Петергофский мост через Обводный канал в створе Лермонтовского проспекта возведён на месте старого деревянного моста в 1931-1932 годах по проекту инженера О.Е. Бугаевой и архитектора А.А. Ильина. Железобетонный мост рамной конструкции. Длина моста 32,5 м, ширина - 23,26 м. В 1960 году перила заменили новыми, по проекту архитектора И.Н. Бенуа. Чугунные секции ограждений, украшенные перекрещенными окружностями с накладными щитами.

### Балтийский мост
Балтийский мост пешеходный через Обводный канал возведён в 1955-1957 годах по проекту архитектора П.А. Арешева и инженера А.А. Куликова. Длина моста 33 м, ширина - 4,5 м. Опоры моста — бетонные, на свайных основаниях, пролетные ограждения и опоры облицованы гранитом.

### Митрофаньевский мост
Митрофаньевский мост через Обводный канал в створе Митрофаньевского шоссе возведён в 2007 году по проекту института Гипростроймост. Однопролетный металлический мост, опоры облицованы гранитом. Длина переправы - 33 метра, ширина - 16 метров.

### Завод «Подъёмтрансмаш» (Митрофаньевское шоссе, дом 2,набережная Обводного канала, дом 118)
Завод «Подъёмтрансмаш». Научно-технический отдел или Бизнес-центр «Адмирал». Четырёхэтажный  корпус построен в 1960-1964 годах для научно-технического отдела завода «Подъёмтрансмаш». В 2003 здание приобрел Промышленно-строительный банк для устройства здесь бизнес-центра класса В+ «Адмирал».

### Станция метрополитена «Балтийская»(набережная Обводного канала, дом 120, площадь Балтийского вокзала, дом 1А)
Станция метрополитена «Балтийская». Наземный вестибюль в стите сталинского неоклассицизма построен в 1955 году по проекту архитекторов М.К. Бенуа, А.И. Кубасова, Ф.Ф. Олейника. К площади вестибюль обращён портиком-лоджией, над входными дверями расположены портреты русских флотоводцев: С.О. Макарова, П.С. Нахимова, В.А. Корнилова, М.П. Лазарева, Ф.Ф. Ушакова.

### Балтийский вокзал(набережная Обводного канала, дом 120, площадь Балтийского вокзала, дом 2)
Балтийский вокзал в стиле неоренессанс построено в 1857 году по проекту архитектора А.И. Кракау. Две симметрично размещенные невысокие башни, акцентируя его объём в пространстве привокзальной площади, выступающие ризалиты симметричных двухэтажных флигелей. В начале 1930-х годов в здании устроен центральный вход.

### Здание товарной станции Балтийского вокзала (набережная Обводного канала, дом 120Е)
Здание товарной станции Балтийского вокзала или Балтийский вокзал. Служебный павильон. Здание построено в 1870-е годы по проекту инженера-архитектора Д.В. Знобишина. В советское время на первом этаже был промтоварный и продовольственный магазины.

### Дом работников Октябрьской железной дороги (улица Шкапина, дом 6,Библиотечный переулок, дом 1)
Дом работников Октябрьской железной дороги в стиле конструктивизм построен в 1959-1960 годах. В доме находится Библиотека имени К.А. Тимирязева.

### Доходный дом (набережная Обводного канала, дом 122)
Доходный дом пятиэтажный в стиле эклектики построен в 1902 году по проекту архитектора П.С. Самсонова. Здание изогнуто в плане.

### Балтийский сквер
Балтийский сквер в центре площади, в котором установлен монумент народным ополченцам Ленинского района. Ранее на месте монумента находился памятник Сталину, поставленный в 1949 году и убранный после XX съезда КПСС в связи с борьбой с его культом. 2 марта 1919 года на площади у стены Балтийского вокзала был установлен памятник Л. О. Бланки. Памятник не сохранился.

- Ново-Петергофский мост
- Адмиралтейский мост
- Митрофаньевский мост
- Станция метро «Балтийская»
- Монумент комсомольцам в Балтийском сквере

## Транспорт
Площадь является конечной остановкой для автобусов, троллейбусов и маршрутных такси, следующих к Балтийскому вокзалу. В 1906—1908 году на площади перед вокзалом проложили трамвайные пути и устроили кольцо трамваев. В 1948 году в связи с установкой памятника И. В. Сталину трамвайное кольцо было перенесено к Варшавскому вокзалу.
На площадь сходятся набережная Обводного канала, Митрофаньевское шоссе и Библиотечный переулок.

### Подземный пешеходный переход под Митрофаньевским шоссе
При проектировании расположенной здесь транспортной связки была реализована задача бессветофорного движения. При решения этой задачи была выявлена необходимость создания внеуличного перехода в этом месте.

Для её решения был построен подземный пешеходный переход под Митрофаньевским шоссе.
Этот переход имеет два выхода (по обеим сторонам шоссе), он был открыт вместе с трассой 10 октября 2007 года.
Переход конструктивно отличается от классических вариантов подземных переходов Санкт-Петербурга наличием крытых павильонов для спуска-подъёма пешеходов и пандусами для спуска инвалидов.